# Estación San Germán
San Germán es una estación ferroviaria ubicada en la localidad del mismo nombre, Partido de Puan, Provincia de Buenos Aires, Argentina.
Fue habilitada en el año 1893. Entre 1957 y 1958 el ramal entre Nueva Roma y Villa Iris, fue cerrado. San Germán perdió el tren y, como en tantos otros casos, el pueblo comenzó a decaer.

## Servicios
Es una estación del ramal perteneciente al Ferrocarril General Roca, desde la Estación Nueva Roma hasta la Estación Toay.
No presta servicios de pasajeros, ni de cargas.